# Longhe, Hainan
Longhe är en köping i Kina. Den ligger i provinsen Hainan, i den södra delen av landet, omkring 75 kilometer söder om provinshuvudstaden Haikou. Antalet invånare är 26 198. Befolkningen består av 12 319 kvinnor och 13 879 män. Barn under 15 år utgör 22,0 %, vuxna 15-64 år 67 %, och äldre över 65 år 9,0 %.
Runt Longhe är det ganska tätbefolkat, med 230 invånare per kvadratkilometer. Närmaste större samhälle är Tuncheng, 12,0 km väster om Longhe. I omgivningarna runt Longhe växer huvudsakligen savannskog.
Genomsnittlig årsnederbörd är 2 294 millimeter. Den regnigaste månaden är september, med i genomsnitt 368 mm nederbörd, och den torraste är januari, med 20 mm nederbörd.